# Lijst van departementen en arrondissementen in Pays de la Loire
De Franse regio Pays de la Loire heeft de volgende departementen en arrondissementen:

## Loire-Atlantique
- Châteaubriant-Ancenis
- Nantes
- Saint-Nazaire

Zie ook lijsten van de kantons en de gemeentes.

## Maine-et-Loire
- Angers
- Cholet
- Saumur
- Segré

Zie ook lijsten van de kantons en de gemeentes.

## Mayenne
- Château-Gontier
- Laval
- Mayenne

Zie ook lijsten van de kantons en de gemeentes.

## Sarthe
- La Flèche
- Mamers
- Le Mans

Zie ook lijsten van de kantons en de gemeentes.

## Vendée
- Fontenay-le-Comte
- La Roche-sur-Yon
- Les Sables-d'Olonne

Zie ook lijsten van de kantons en de gemeentes.